# Riksväg 13, Estland
Riksväg 13 är en sekundär riksväg i Estland. Vägen är 53 kilometer lång och går mellan Riksväg 1 (Europaväg 20) vid byn Jägala i landskapet Harjumaa och Riksväg 5 vid småköpingen Käravete i landskapet Järvamaa.
Vägen ansluter till:
- Riksväg 1/Europaväg 20 (vid Jägala)
- Riksväg 12 (vid Jägala)
- Riksväg 5 (vid Käravete)